# Гримлок
Гримлок (англ. Grimlock, в русской телевизионной версии 6-го канала — Смельчак) — персонаж вымышленной «Вселенной трансформеров». Важное действующее лицо целого ряда мультсериалов и комиксов о трансформерах. Принадлежность — автобот. Возглавляет отряд Диноботов. Заклятые враги Гримлока среди десептиконов - Шоквейв и Девастатор.

## Описание
Гримлок — самый сильный из всех Диноботов, и к тому же на редкость высокомерный. Имеет странную привычку, говоря о самом себе, называть себя по имени: «Моя, Гримлок…». 
 Хладнокровен и безжалостен к врагам, но и друзей у него нет (Диноботы, конечно, не в счёт); он свысока смотрит на всех, кого считает слабее себя, вне зависимости от того, люди это или трансформеры. Однако при всех минусах в характере и поведении, Гримлок, несомненно, доблестный воин, который невольно вызывает уважение как у автоботов, так и десептиконов.

«Моя, Гримлок, не милый динозавр, моя вышибать мозги!»— Гримлок
В отряде Оптимуса Прайма Гримлок всегда держится особняком, предпочитает общаться только со своими собратьями-Диноботами, и его отношения с автоботами складываются непросто. Он не очень-то склонен признавать авторитет Прайма; однажды пытался даже свергнуть Оптимуса и занять его место в качестве вождя автоботов, однако позднее признал, что был неправ, и стал более охотно подчиняться его приказам. Впрочем, от своего упрямства он так и не избавился.

## Внешность
Во всех основных мультсериалах, комиксах и играх, где фигурирует Гримлок, он выглядит примерно одинаково — это довольно массивного вида робот, с лицом, постоянно закрытым маской. В фильме, однако, его внешность кардинально меняется: в режиме робота он стал больше похож на средневекового рыцаря, нежели на автобота. Здесь у него также имеется маска, однако она может убираться (как и у Оптимуса Прайма); кроме того, отсутствует закрывающий глаза визор.

## Биография

### «The Transformers»
Смельчак, как и его собратья-Диноботы Слэг, Сладж, Свуп и Снарл, был сконструирован Гонщиком и Храповиком по образцу земных динозавров, ископаемые останки которых автоботы нашли в пещере рядом со своей базой.
Они не имели «искры», но, тем не менее, обладали способностью трансформироваться в роботов и умели летать. Смельчак, как самый сильный из них, сразу стал их предводителем.
Выйдя из мастерской Гонщика, Диноботы тут же начали создавать проблемы себе и окружающим. Они вступили в потасовку с автоботами, а Смельчак к тому же добрался до командного пункта и начал крушить «Телетран-1» — главный компьютер; Шершню и Спайку удалось отвлечь Смельчака от «Телетрана», но при этом они оба чуть не погибли. Прайм приказал обесточить Смельчака и остальных Диноботов, и лишь некоторое время спустя, когда Смельчак и его команда освободили автоботов, попавших в засаду, устроенную десептиконами, разрешил Диноботам остаться в отряде. Однако на этом проблемы не кончились. Сила Диноботов произвела большое впечатление на Мегатрона, и он попытался привлечь их на свою сторону. Именно он подбросил Смельчаку идею вызвать Оптимуса Прайма на поединок, чтобы по тихому выкрасть наполненный нестабильной энергией метеорит, но Оптимус в конечном итоге не только вразумил Гримлока, но и спас его от взрыва метеорита, после чего Гримлок вновь обернулся против Мегатрона.
Диноботы надолго стали последним доводом автоботов в любом конфликте, которому десептиконы ничего не могли противопоставить, ситуация для десептиконов улучшилась только с появлением Разрушителя, но и в данном случае диноботы по прежнему оставались силой с которой стоит считаться.
После смерти Оптимуса и победы над Юникроном (в «The Transformers: The Movie»), Гримлок вошёл в отряд Родимуса Прайма, одновременно оставаясь командиром Диноботов.

### «Transformers: Headmasters»
В 2011 году вместе с остальными Диноботами участвовал в обороне Сигма Компьютера от нападения десептиконов, однако после того, как Сигма Компьютер был уничтожен, Гримлока и его команду больше никто не видел (возможно, они все погибли во время взрыва).

### «Transformers: Robots in Disguise»

Гримлок в сериале «Автороботы»

В данном мультсериале под именем «Гримлок» появляется автобот из команды Строителей. Он не имеет звероформы, а трансформируется в «обыкновенный» зелёный экскаватор. В робоформе ковш служит ему как бы третьей рукой, и Гримлок может использовать его, как Хэвилоуд использует свой погрузочный контейнер для защиты от выстрелов, а также в ближнем бою, особенно когда у него заняты руки; но, в отличие от Хэвилоуда, он не делает из ковша челюсти. Вместе с остальной командой Строителей участвует в составлении Лэндфилла, и, имея равный потенциал с Хайтауэром и Хэвилоудом, образует руки или одну из ног, а его ковш становится одной из трёх рук Лэндфилла, хотя обычно Гримлок выступал в качестве рук гештальта, пока в последних сериях эта роль не перешла к Хайтауэру.

### «Transformers: Animated»
В сериале Гримлок и ещё двое Диноботов (Свуп и Снарл) были электронно-механическими моделями динозавров из луна-парка. После того, как Сари завела их своим ключом, они обрели жизнь. Вначале Мегатрон внушил им, что «машины — плохо» (имея в виду автоботов) и заставил вступить в сражение с автоботами. В этом бою Диноботы были побеждены, но их спасли Сыщик и Твердолобый, отправив их на остров Диноботов. Появлялись в нескольких сериях, носят знак Автоботов. Гримлок является самым сильным и умным из Диноботов (в отличие от остальных, умеет говорить); по характеру — нелюдимый, не любит посторонних. Из всех автоботов лучше всего относится к Твердолобому (даже позволяет тому гладить себя, когда находится в звероформе).

### «Transformers: Prime»
В самом сериале Гримлок не фигурирует, однако стал действующим лицом многих комиксов, развивающих сюжет мультсериала «Transformers: Prime».

### Фильм

Гримлок в кинофильме «Трансформеры 4: Эпоха истребления»

В фильме Гримлок больше похож на Карнотавра чем на тираннозавра. Появление Гримлока ожидалось ещё в первом фильме Майкла Бэя (был даже отснят псевдодокументальный ролик, показывающий Гримлока, громящего стройку), однако в окончательный вариант сценария этот персонаж не вошёл. Он появился только в четвёртой части киноэпопеи — в фильме «Трансформеры: Эпоха истребления», вместе с другими Диноботами. В его команду входят Слэг, Скорн и Стрейф. Как и в оригинальном мультсериале, Гримлок здесь — довольно безмозглый, но чрезвычайно устрашающий динозавр, который, тем не менее, обладает способностью трансформироваться в робота.
По ходу сюжета Оптимус освободил Гримлока и диноботов из отсоединённого отсека корабля Локдауна, который являлся трофейным залом, а также тюрьмой. Выказав свой строптивый нрав, Гримлок сразу же вступил в битву с Праймом, но из-за своей неповоротливости потерпел поражение. Принимал участие в битве с миньонами Гальватрона. После поражения Локдауна вместе с прочими диноботами ушёл в неизвестном направлении.
Гримлок появляется в пятом фильме, где также будет Слэг и мини-диноботы (уменьшенные версии Гримлока,Стрейфа и Слэга). Он вместе со всеми автоботами скрывается на свалке, где съедает патрульную машину, которой позже давится. Затем он со Слэгом уничтожают целый отряд машин СЛТ, в фильме у Гримлока возможность забираться под землю, которую он тут и продемонстрировал. Затем прибегает в город, где спасает Кейда и Изабеллу от Баррикейда, затем уничтожает Дрэдбота и ранит Нитро Зевса, заставляя оставшихся десептиконов отступить. Больше не появлялся, предположительно, отправился вместе со всеми автоботами на Кибертрон на корабле Локдауна.

### «Transformers: How to Ride Your Dinobot»
Гримлок стал персонажем комического анимационного веб-сериала, повествующего о попытках автоботов с помощью учебного пособия освоить искусство верховой езды на Диноботах. В первой серии роль наездника досталась Оптимусу Прайму. Сначала Прайм погонял динозавра, потом пытался объяснить, куда идти, но в итоге автоботу пришлось тащить динозавра на себе. Некоторое время спустя Оптимус всё же смог прокатиться на Гримлоке, разместив перед его носом шестерню на удочке.

### «Transformers: Robots in Disguise» (2015)
Гримлок стал одним из героев в этом мультсериале, который является сиквелом мультсериала Transformers: Prime. Согласно сюжету, Гримлок первоначально был одним из десептиконов, содержавшихся в заключении на тюремном космическом корабле, который разбился на Земле. Освободившись, он присоединился к команде автоботов под руководством Бамблби, чтобы изловить бывших сокамерников, разбежавшихся после крушения корабля. В этом мультсериале Гримлок выглядит моложе чем в ранних версиях, он менее опытный, но умнее своего тёзки из «G1», хотя такой же высокомерный.

## Характер и отношения с окружающими
Гримлок — самый грозный и мощный из всех Диноботов, но зачастую ведёт себя прямо по-детски: в самый неподходящий момент может закапризничать, отказаться что-нибудь делать, и тогда его приходится долго уговаривать. Сознание собственной силы делает Гримлока заносчивым и непослушным; он — один из немногих автоботов, которые осмеливаются нарушать приказы самого Оптимуса Прайма. Правда, случается, что он сам же от этого страдает. Впрочем, иной раз его своеволие приносит и пользу. Миролюбие и доброту Прайма Гримлок расценивает как свидетельство недостатка лидерских качеств. 

«Ты слаб, Оптимус. Ты убегаешь, когда надо сражаться!»— ГримлокОригинальный текст (англ.)«You're weak, Optimus. You run when you should fight!»
Понятно, что общение с Гримлоком — задача не из простых. Лучше всех с ним ладит Кап, но даже и его упрямый Динобот иной раз выводит из терпения. Однако Оптимус Прайм считает упорство Гримлока, скорее, достоинством, чем недостатком: он рвётся в бой даже тогда, когда шансы на победу почти равны нулю, и это побуждает прочих автоботов следовать его примеру.
 Конечно, Гримлок — дикий и высокомерный тип, но, тем не менее, он ценит честь и всегда держит своё слово. Главное правило Гримлока — «Своих не бросать!», и это правило он соблюдает неукоснительно.

## Технические характеристики
В «G1» в режиме динозавра Гримлок способен своими челюстями перекусить абсолютно все, будь это конечность десептикона или стальной лист в 4 дюйма толщиной. Одним лишь ударом хвоста он способен сравнять с землёй бетонный бункер; кроме того, он может изрыгать пламя или выпускать из пасти чрезвычайно мощный энергетический луч. В режиме робота вооружён мечом, в качестве оружия дальнего боя имеет двухствольную ракетницу; помимо всего прочего, может летать благодаря мощным реактивным двигателям, которые располагаются в ногах и на спине (способность, которой подавляющее большинство автоботов не обладает), благодаря чему он свободно перемещается как в воздухе, так и в вакууме космического пространства.

Гримлока можно назвать «ходячим танком» — его броня практически непробиваема для лазеров и запросто выдерживает ракетные залпы противника.

Однако главное достоинство Гримлока — его громадная сила (причём в режиме динозавра она увеличивается, как минимум, троекратно). Гримлок способен в одиночку противостоять таким опасным противникам, с которыми не справится никакой другой автобот. В плане физической мощи он, пожалуй, не уступит даже самому Оптимусу Прайму; во всяком случае, показанная в одной из серий схватка между Гримлоком и Оптимусом шла практически на равных, хотя после того, как Прайм спас Гримлока от взрыва метеорита, их противостояние не возобновлялось. Но и дальше Гримлок не раз демонстрировал свою невероятную силищу: несколько раз одолевал Мегатрона, сражался на равных с Девастатором и прочими десептиконскими гештальтами, и даже пробил броню самого Юникрона.
Официальный рейтинг боевых качеств Гримлока выглядит следующим образом: сила, храбрость, мастерство и выносливость — 10, огневая мощь — 8, интеллект — 7, скорость — 3. Ранг среди автоботов — 9.
В «Автороботах» трансформируется в зелёный экскаватор. В этом режиме маневренностью не отличается, но развивает довольно большую для экскаваторов скорость. Вооружён пушкой. При составлении гигантского робота Лэндфилла играет роль части руки и ноги.
В фильме вооружён огромной булавой, вдобавок его кулаки могут превращаться в шипастые палицы. Обладает огромнейшей физической силой. В режиме робота его рост превышает рост Оптимуса Прайма почти в 3 раза. В режиме динозавра может дышать огнём и дробить зубами даже самую прочную броню.

## Умения
Гримлок отлично управляется с любыми видами оружия, доступного трансформерам, хотя предпочитает использовать своё собственное вооружение. Гримлок также прекрасный фехтовальщик; отличные навыки рукопашного боя и редкостная (даже для трансформера) сила делают его весьма опасным противником в ближнем бою. По мнению Оптимуса Прайма, у Гримлока есть ещё и задатки военного стратега.

## Слабые стороны
Справиться с Гримлоком в открытом бою почти невозможно, а вот перехитрить — проще простого. Из-за своего высокомерия и самоуверенности он легко поддаётся на лесть, принимает все похвалы, расточаемые в свой адрес, за чистую монету, и лишь с большим опозданием понимает, что его провели.
 В техническом плане единственный недостаток Гримлока — то, что он в обоих режимах очень медлительный; однако прочность конструкции и хорошее вооружение (не говоря уже о громадной силе) в значительной мере компенсируют этот недостаток.

## Видеоигры

### «Transformers: Generation 2 — Handheld Game»
Гримлок был одним из автоботов, помогавших Оптимусу Прайму отбить атаку десептиконов.

### «Transformers: G1 — Awakening»
Автоботы обнаружили Гримлока на Земле, когда тот в одиночку сражался с сикерами и кассетниками. Когда с помощью автоботов десептиконы оказываются побеждены, Динобот собирается атаковать новых знакомых, но Оптимус вовремя объясняет, что они на одной стороне. Тогда Гримлок уходит, чтобы найти и сокрушить новых врагов. Вскоре Динобот добивается желаемого, но десептиконы оказываются для него слишком слабы, и он даже жалеет, что они не сопротивлялись активнее.
Когда Прайм получает повреждения в битве с Шоквейвом на Кибертроне, Гримлок объявляется вновь. Динобот сокрушает врага и готовится найти новых, но на этот раз Бамблби успешно отговаривает его. Гримлок признаётся, что не хочет, чтобы в мире совсем не осталось Десептиконов, с которыми он мог бы сражаться.
Позже на Кибертроне Гримлок вновь натыкается на армию десептиконов, но с лёгкостью уничтожает их всех.

Гримлок до экспериментов Шоквейва

### «Transformers: Fall of Cybertron»
В игре представлен в качестве играбельного персонажа. Был заместителем Оптимуса, и вместе со своей командой должен был находится в Иаконе. Прайм пытался связаться с Гримлоком, но тот не отвечал, после чего Джаз и Клиффджампер были отправлены на поиски. Им не удалось найти отряд, но зато Старскрим по случайности находит Гримлока. Десептикон пытается склонить его на свою сторону, однако Гримлок вырывается и кидает его об стену, после чего отправляется на поиски своих товарищей. Позднее выяснилось, что он не всегда был динозавром — Шоквейв проводил над ним испытания и поменял ему альт-форму и разум. Гримлок атаковал башню Шоквейва и встретился с ним лицом к лицу. Он отрывает Шоквейву руку и ударяет хвостом. После взрыва башни Шоквейва, которая закрывала космический мост пропал без вести; другие Диноботы также остались на Кибертроне, и что произошло с ними — неизвестно.

### «Transformers: Rise of the Dark Spark»
Гримлок из обеих версий присутствует в игре Transformers: Rise of the Dark Spark. Гримлок из вселенной фильма играбелен в 12 и 13 главах Кампании. Кибертронского Гримлока можно разблокировать для режима «Эскалация»

### «Transformers: Devastation»
Гримлок появляется в игре как один из 5 играбельных персонажей. На протяжении всей игры действует совместно с Уилджеком, Сайдсвайпом, Бамблби и Оптимусом Праймом.

## Появление в сериях
Трансформеры G1 (1 сезон)
- 8. На помощь, Диноботы! / S.O.S. Dinobots
- 10. Война Диноботов / War of the Dinobots
- 14. Отсчёт Гибели/ Countdown to Extinction
- 16. Война тяжёлого металла / Heavy Metal War

Трансформеры G1 (2 сезон)
- 24. Воскресшая Атлантида / Atlantis, Arise!
- 30. Остров Диноботов (Часть 1) / Dinobot Island Part I
- 31. Остров Диноботов (Часть 2) / Dinobot Island Part II
- 37. Дезертирство Диноботов (Часть 1) / Desertion of the Dinobots Part I
- 38. Дезертирство Диноботов (Часть 2) / Desertion of the Dinobots Part II

Трансформеры: The Movie
Трансформеры G1 (3 сезон)
- 66. Пять ликов тьмы (Часть 1) / Five Faces of Darkness Part I
- 67. Пять ликов тьмы (Часть 2) / Five Faces of Darkness Part II
- 68. Пять ликов тьмы (Часть 3) / Five Faces of Darkness Part III
- 72. Хаос / Chaos
- 73. Пробуждение во тьме / Dark Awakening
- 76. Вор в ночи / Thief in the Night
- 78. Рай для сумасшедшего / Madman’s Paradise
- 89. Новый мозг Гримлока / Grimlock’s New Brain
- 91. Зов из глубины веков / Call of the Primitives

Трансформеры: The Headmasters
- 1. Четверо небесных воинов / Four Warriors Come Out of the Sky
- 2. История планеты Мастер / The Tale of the Master Star

Трансформеры: Robots in Disguise
Трансформеры: Animated
Трансформеры: How to Ride Your Dinobot
- 2. How to Ride